# Маркова (гміна)
Гміна Маркова (пол. Gmina Markowa) — сільська гміна у східній Польщі. Належить до Ланьцутського повіту Підкарпатського воєводства.
Станом на 31 грудня 2011 у гміні проживало 6617 осіб.

## Територія
Згідно з даними за 2007 рік площа гміни становила 68.46 км², у тому числі:
- орні землі: 71.00%
- ліси: 22.00%

Таким чином, площа гміни становить 15.15% площі повіту.

## Населення
Станом на 31 грудня 2011:
| Опис     | Загалом | Загалом | Чоловіки | Чоловіки | Жінки | Жінки |
| -------- | ------- | ------- | -------- | -------- | ----- | ----- |
| одиниця  | осіб    | %       | осіб     | %        | осіб  | %     |
| все      | 6617    | 100     | 3270     | 49.42    | 3347  | 50.58 |
| міське   | 0       | 100     | 0        |          | 0     |       |
| сільське | 6617    | 100     | 3270     | 49.42    | 3347  | 50.58 |

## Солтиства
Гусів, Маркова, Тернавка

## Історія
Об'єднана сільська гміна Маркова Переворського повіту Львівського воєводства утворена 1 серпня 1934 р. внаслідок об'єднання п'яти дотогочасних (збережених від Австро-Угорщини) громад сіл (гмін): Білобоки, Ходаківка, Ґаць, Маркова і Сетеш.

## Сусідні гміни
Гміна Маркова межує з такими гмінами: Гижне, Ґаць, Каньчуга, Ланьцут, Хмельник, Яворник-Польський.